# ازکیل پونسه
ازکیل پونسه (اسپانیایی: Ezequiel Ponce‎؛ زادهٔ ۲۹ مارس ۱۹۹۷) بازیکن فوتبال اهل آرژانتین است که در پست مهاجم برای اسپارتاک مسکو بازی می‌کند.
از باشگاه‌هایی که در آن بازی کرده‌است می‌توان به نیولز اولد بویز، رم و گرانادا، لیل، آ.ا. ک آتن و اسپارتاک مسکو اشاره کرد.